# Grimolzhausen
Grimolzhausen ist ein Pfarrdorf und Ortsteil des Marktes Pöttmes im Landkreis Aichach-Friedberg, der zum Regierungsbezirk Schwaben in Bayern gehört. In der gleichnamigen Gemarkung liegen auch die Dörfer Au, Eiselsried und Pertenau.

In der örtlichen Variante des westmittelbairischen Dialekts heißt der Ort Greamazhausn.

## Geographie
Grimolzhausen liegt östlich von Pöttmes am Südrand des Altbayerischen Donaumooses. Nach Süden beginnt das Donau-Isar-Hügelland. Naturräumlich gehört es also zum Unterbayerischen Hügelland, das wiederum Teil des Alpenvorlandes ist, eine der Naturräumlichen Haupteinheiten Deutschlands. Pertenau und Au liegen westlich, Eiselsried südlich von Grimolzhausen.
Der Ort Grimolzhausen liegt an der westöstlich verlaufenden Staatsstraße St 2045 von Meitingen über Pöttmes nach Schrobenhausen.
Die Nachbarorte von Grimolzhausen sind im Westen der Hauptort Pöttmes und Neumühle, im Nordwesten die Einöde Abenberg, im Norden der Königsmooser Ortsteil Klingsmoos, im Nordosten die Langenmosener Ortsteile Gilching und Malzhausen, im Osten und Südosten die Schrobenhausener Stadtteile Sandizell und Gollingkreut, im Süden hinter einem großen Waldgebiet Schnellmannskreuth und im Südwesten Sedlbrunn und Dieß.
In der Gemarkung Grimolzhausen liegt das Landschaftsschutzgebiet Auwald an der Ach.

## Geschichte
Grimolzhausen wurde um 1000 in der Regierungszeit von Bayernherzog Heinrich dem Heiligen gegründet. Der Name bedeutet so viel wie Häuser des Grimwald oder Häuser des Grimold. Eiselsried war im Hochmittelalter eine Ausbausiedlung von Grimolzhausen. Pertenau war damals eine Burg und Hofmark des Hauses Bayern und später der Wittelsbacher. Au wurde von den Gumppenbergern als Lehen des Hochstift Eichstätt verwaltet.
Die katholische Pfarrei Mariä Heimsuchung in Grimolzhausen gehört zur Pfarreiengemeinschaft Pöttmes. Zur Pfarrei gehören Eiselsried, Neumühle und Pertenau. Der eingezogene Chor und der Satteldachturm der Pfarrkirche gehen auf das 15. Jahrhundert zurück, das heutige Langhaus ist von 1855/56.
Die Gemeinde Grimolzhausen war mit ihren drei Ortsteilen seit der Gemeindegründung durch das bayerische Gemeindeedikt von 1818 bis zum 1. Juli 1972 eine selbstständige Gemeinde im oberbayerischen Landkreis Schrobenhausen und wurde im Zuge der Gebietsreform in Bayern sowohl dem schwäbischen Landkreis Augsburg-Ost, ab dem 1. Mai 1973 mit dem heutigen Namen Landkreis Aichach-Friedberg, zugeschlagen als auch in den Markt Pöttmes eingemeindet.